# Mariana Grumăzescu Voicu
Mariana Grumăzescu Voicu (n. 14 august 1965, Bucecea, județul Botoșani) este un artist plastic (în domeniile de activitate: tapiserie, grafică, pictură), membră a Uniunii Artiștilor Plastici din România, Filiala Ploiești, din anul 1990.

## Studii
- 1983 absolventa a Liceului de Artă „N. Tonitza”  București
- 1988 absolventă a Institutului de Arte Plastice si Decorative „N Grigorescu ” București , secția Tapiserie si Imprimeuri

## Expoziții personale (tapiserie, pictură, grafică)
- 1995, 1997, 1999, 2002, 2012 – Galeriile de Artă , Ploiești
- 1999 – Castelul Iulia Hașdeu, Câmpina
- 1999 –  Galeria Orizont, București
- 2000 – Galeria „Căminul Artei”, București
- 2000 –  Galeria Parter, Palatul Brâncovenesc, Mogoșoaia
- 2000 – Hotel Lebăda, București
- 2004 – Hotel Sinaia, Sinaia
- 2004, 2005 - Senatul României, București
- 2007 – Galeria Artis, București

## Expoziții internaționale de grup
- 1989 - 1990 Expoziția internațională anuală de miniatură, Toronto, Canada
- 1997 - Pace, Franța
- 1999 - Veneția, Italia

## Expoziții naționale de grup (tapiserie, pictură, grafică)
- 2004, 2006, 2008, 2010, 2012 – Bienala „Ion Andreescu”, Buzău
- 1996, 1998, 2010, 2012, 2013 - Salonul de Artă decorativă, Muzeul Național Cotroceni
- 2010, 2011, 2012 –  Salonul de miniaturi textile, București
- 2012 – „Decorative Arts” Editia 1, Palatul Parlamentului, București
- 2013 – Galeriile de Artă, Brăila
- 2013, 2014 – „Salonul de Artă Decorativă”, Muzeul Național de Artă, Chișinău
- 2013 –  „Casa in pictura românească din colecții particulare”, Palatul Suțu, București
- 2014 – „Salonul de pictură si artă decorativă”, Galeria Orizont, București
- 2014 – „Salonul de Plastică Mică”, Brăila
- 2014 – Texpo Art, Iași

## Nominalizări
- 2008 - Premiul Bienalei „Ion Andreescu” Buzău
- 2012 - Premiul „Decorative Arts” Ediția 1, Parlamentul României, București

## Premii
- 1988 - Premiul fundației „Sârghie” – Universitatea București
- 1988 - Premiul II al revistei „Amfiteatrul”
- 2012 - Premiul Bienalei „Ion Andreescu” Buzău

## Tabere de creație
- 1994, 1996, 1997 – Valea Doftanei, Prahova
- 1995 - Comarnic, Prahova

## Aprecieri
- (...) „Mariana Grumăzescu Voicu este o artistă pentru care arta țesutului nu este numai o performanță tehnică, dar și un mod de exprimare. Artista uzează de lână, într-o mare varietate de modalități plastice, de la lână țesută în război, la cea traforată, tăiată, prelucrată cu decupaje și inserții spectaculoase, care îmbogățește imaginea finală a unei lucrări. Speculând elementul tradițional, Mariana Grumăzescu Voicu reușește să-l plasticizeze creând în ultimă instanță un tablou din sute de fire.” Maria Oprea, Cuvant de deschidere la vernisajul expozitiei de tapiserie Centrul Cultural Mogosoaia

- „Cai verzi …pe pereți este provocarea vizuală adresată bucureștenilor în această perioadă de vară de artista decoratoare Mariana Grumăzescu Voicu (n.14 august 1965, Bucecea, jud. Botoșani) la Galeria de artă Orizont din Capitală. Simeza bogată a permis vederea unor preocupări mai noi dar și mai vechi ale artistei care și-a expus cu prilejul personalei de la Orizont lucrări de tapiserie, pictură în ulei dar și grafică de șevalet. Ciclul tapiseriilor realizate în tehnica haute-lisse care au ca pretext calul –mobilizează privirea prin efectul acuarelat pe care îl au suprafețele, consecință a vopsirii într-o multitudine de nuanțe a firului de lână întrebuințat la țesut. Zonele pastelate astfel create sugerează o relație subtilă între două tehnici: tapiseria și acuarela, cele două neavând în fapt niciun tip de legătură concretă. Prin urmare, provocarea vizuală este una majoră determinând privitorul interesat, să pătrundă în universul aparte al artistei care mânuiește cu abilitate având rezultate estetice excepționale date tehnice diferite. Așadar, expresia plastică a tapiseriilor se îmbogățește în formă și în culoare într-un fel special, delicat și ingenios deși tehnica haute-lisse fiind una tradițională sugerează fără doar și poate o rigiditate incovenabilă mediului actual axat pe ideea experimentului brutal; și pentru ca privitorul să fie pe deplin lămurit de activitatea susținut -variată a plasticienei și de omogenitatea cercetărilor vizuale întreprinse într-o anumită perioadă de timp, Mariana Grumăzescu Voicu aduce pe simeze lucrări în ulei pe pânză, acuarele și pasteluri. Se întregește astfel portretul complex al autoarei care reușește să fie convingătoare din punct de vedere estetic. Denumirea acestei recente expoziții personale a Marianei Grumăzescu Voicu (13-26 iulie 2014) provine de la titlul uneia dintre lucrările de tapiserie. Privitorului i se sugerează astfel că actul percepției operei de artă are -fără a putea fi omis- și o componentă ludică. Dincolo de starea de contemplație și reverie la care privitorul este invitat, această expoziție reprezintă deci, și o chemare la joacă.” Dr. Roxana Păsculescu, critic de artă[1]

## Lucrări de Mariana Grumăzescu Voicu - Selecție
- Mariana Grumăzescu Voicu  - http://www.mariana-voicu.ro/

## Lucrări în muzee și colecții
Lucrări ale artistei se află în colecții publice precum Muzeul de Artă Ploiești dar și în colecții private din România și Germania, Canada, Belgia, Franța, USA.